# Boven-Ooster
Boven-Ooster is een voormalig waterschap in de provincie Groningen.
Het schap lag ten zuidoosten van Veendam. De noordoostgrens lag bij de Ommelanderwijk, de oostgrens bij de Jachtveensloot die langs de Sluisweg ligt, de zuidwestgrens lag bij de Molenwijk die op een afstand van 2 km parallel aan de Ommelanderwijk liep en de westgrens lag bij het Boven Oosterdiep. De molen van de polder stond in het midden van de polder en sloeg via een 750 m inwijk uit op het Oosterdiep.
Waterstaatkundig gezien ligt het gebied sinds 2000 binnen dat van het waterschap Hunze en Aa's.